# Ferdinand Neuling
Ferdinand Neuling, nemški general, * 22. avgust 1885, † 20. februar 1960.